# Naturdenkmal Korallenkalk-Aufschluß nördlich Endorfer Mühle
Das Naturdenkmal Korallenkalk-Aufschluß nördlich Endorfer Mühle mit einer Größe von 0,25 ha liegt bei der Endorfer Mühle im Stadtgebiet von Sundern (Sauerland). Das Gebiet wurde 1993 mit dem Landschaftsplan Sundern durch den Hochsauerlandkreis als Naturdenkmal (ND) ausgewiesen. Beim ND Korallenkalk-Aufschluß nördlich Endorfer Mühle handelt es sich um einen ehemaligen Steinbruch. Der Steinbruch befindet sich im Sparganophyllumkalk aus dem Zeitalter Oberes Mitteldevon. Auf der ehemaligen Steinbruchsohle sind viele Büsche und Bäume gewachsen. Zum Zeitpunkt der Schutzausweisung 1993 befanden sich größere Müllablagerungen im Bruch.